# Vas(II)-szulfát
A vas(II)-szulfát (FeSO4, régi magyar nevén: kénsavas vasélecs) a vas kénsavval alkotott sója, szulfátja. A vízmentes vas(II)-szulfát fehér színű por. Az oldhatósága vízben elég jó, 100 g vízben 21 °C-on 27,3 g, 60 °C-on 54,9 g oldódik fel. A vizes oldatának fanyar vasíze van. Az oldat hidrolizál, emiatt gyengén savas kémhatású.  A vegyület oldatából monohidrátja (1 molekula kristályvizet tartalmaz), tetrahidrátja (4 molekula kristályvizet tartalmaz), vagy heptahidrátja (7 molekula kristályvizet tartalmaz) kristályosodhat ki a hőmérséklettől függően. Ezek közül a heptahidrát a legjellemzőbb (FeSO4 · 7 H2O). Ez enyhén kékes árnyalatú halványzöld kristályokból áll. Alkoholban nem oldódik.

## A heptahidrát szerkezete
A vas(II)-szulfát heptahidrátja valójában akvakomplexnek tekinthető. A kristályrácsában a központi vasatomhoz hat vízmolekula koordinálódik oktaéderes elrendeződésben. A hetedik vízmolekula a szulfátanion (SO2−4) egyik oxigénatomjához kapcsolódik hidrogénkötéssel. Ezért a vegyület képlete pontosabban: [Fe(H2O)6]SO4 · H2O.

## Kémiai tulajdonságai
Ha a vegyületet hidrogéngázban hevítik, vas(II)-szulfiddá redukálódik. Oxidálószerek hatására vas(III)-szulfáttá alakul, oxidálódik. Kettős sókat alkot alkálifémek szulfátjaival.

## Előfordulása a természetben
A természetben a vas(II)-szulfát heptahidrátja és monohidrátja található meg ásványként. Előbbi ásvány neve melanterit, utóbbié szomolnokit. A heptahidrát monoklin kristályokat alkot. A természetben előfordulnak réz(II)-szulfáttal alkotott elegykristályai, ilyenek a boothit és a salvadorit.

## Előállítása
A nyers vas(II)-szulfátot piritből állítják elő. A piritet bizonyos esetekben pörkölik, hogy kéntartalma csökkenjen. Később a pörköléssel csökkentett kéntartalmú piritet (vagy a piritet az eredeti állapotában)  megnedvesítik. Ekkor a pirit lassan vas(II)-szulfáttá oxidálódik. A keletkezett vas(II)-szulfát kilúgozással vonható ki. Tiszta vas(II)-szulfát állítható elő, ha vasdrótot forrón kénsavban oldanak fel. A vegyület kikristályosodik, ha az oldat lehűl.
{\displaystyle \mathrm {Fe+H_{2}SO_{4}\rightarrow FeSO_{4}+H_{2}} }

## Felhasználása
Felhasználják más vasvegyületek előállítására. A kohászatban vas elektrolitos úton történő előállítására alkalmazzák. Felhasználják a textilfestésben, fák impregnálására. A gyógyászatban a 0,5-2%-os vas(II)-szulfát oldatot orrvérzés csillapítására használják.

## Veszélyek
Emberre: egészségi károsodást okozhat a lenyelése, irritálja bőrt, és erősen irritálja a szemet. Ha a szembe kerül: néhány percen keresztül óvatosan vízzel kell kimosni, az esetleges kontaktlencsét óvatosan el kell távolítani, majd tovább mosni a szemet.
A szennyezett ruhát le kell venni, és az újra felvétel előtt ki kell mosni.
A tárolására szolgáló edényeket veszélyes hulladékként kell kezelni.
Halálos adagja kutyáknál szájon át: 600 mg vas(II)-szulfát 1 kg testsúlyra számítva.